# گرومن جی-۲۱ گوس
گرومن جی-۲۱ گوس (به انگلیسی: Grumman G-21 Goose) یک هواپیمای ساختِ کارخانهٔ گرومن در کشور ایالات متحده آمریکا است. نخستین استفاده‌کنندهٔ این هواپیما نیروی دریایی ایالات متحده آمریکا بوده‌است. این هواپیما برای نخستین بار در ۱۹۳۷ میلادی مورد استفاده قرار گرفت.